# إليسا ونغو بورغيني
إليسا ونغو بورغيني (بالإيطالية: Elisa Longo Borghini) مواليد 10 ديسمبر 1991، هي متسابقة إيطالية في صنف سباق الدراجات على الطريق.

## الميداليات
| الميدالية | المسابقة                                    |
| --------- | ------------------------------------------- |
| برونزية   | بطولة العالم لسباق الدراجات على الطريق 2012 |

### سباقات أو مراحل فاز بها
| التاريخ        | السباق                                                      | المركز                                                                 |
| -------------- | ----------------------------------------------------------- | ---------------------------------------------------------------------- |
| 26 فبراير 2011 | طواف نيوشبلاد للسيدات 2011                                  | الخامس في التصنيف العام                                                |
| 06 مارس 2011   | أوملوب فان هيت هاجيلاند 2011                                | العاشر في التصنيف العام                                                |
| 10 يوليو 2011  | طواف إيطاليا للسيدات 2011                                   | الثالث في تصنيف أفضل شاب                                               |
| 25 فبراير 2012 | طواف نيوشبلاد للسيدات 2012                                  | السابع في التصنيف العام                                                |
| 29 فبراير 2012 | لي سامين ديس دامس 2012                                      | السابع في التصنيف العام                                                |
| 04 مارس 2012   | أوملوب فان هيت هاجيلاند 2012                                | الثالث في التصنيف العام                                                |
| 17 مايو 2012   | Gooik–Geraardsbergen–Gooik 2012                             | الثالث في التصنيف العام                                                |
| 24 يونيو 2012  | سباق الدراجات ضد الساعة للسيدات في بطولة إيطاليا 2012       |                                                                        |
| 07 يوليو 2012  | طواف إيطاليا للسيدات 2012                                   | الأول في تصنيف أفضل شاب، التاسع في التصنيف العام                       |
| 09 أغسطس 2012  | 2012 European Road Cycling Championships Women U23 ITT      |                                                                        |
| 25 أغسطس 2012  | Grand Prix de Plouay féminin 2012                           | الثالث في التصنيف العام                                                |
| 09 سبتمبر 2012 | بويز ليديز تور 2012                                         |                                                                        |
| 22 سبتمبر 2012 | سباق الطريق للسيدات في بطولة العالم 2012                    |                                                                        |
| 24 مارس 2013   | تروفيو ألفريدو بيندا كومون دي سيتيجليو 2013                 | الأول في التصنيف العام                                                 |
| 18 مايو 2013   | طواف جزيرة تشوشان 2013                                      |                                                                        |
| 09 يونيو 2013  | طواف الباسك للسيدات 2013                                    |                                                                        |
| 21 يونيو 2013  | سباق الدراجات ضد الساعة للسيدات في بطولة إيطاليا 2013       |                                                                        |
| 23 مارس 2014   | Cholet Pays de Loire Dames 2014                             |                                                                        |
| 07 يونيو 2014  | سباق الدراجات ضد الساعة للسيدات في بطولة إيطاليا 2014       |                                                                        |
| 20 يوليو 2014  | طواف بريتاني فيمينين 2014                                   |                                                                        |
| 27 أغسطس 2014  | Trophée d'Or féminin 2014                                   |                                                                        |
| 05 أبريل 2015  | طواف فلاندرز للسيدات 2015                                   | الأول في التصنيف العام                                                 |
| 27 يونيو 2015  | سباق الطريق للسيدات في بطولة إيطاليا 2015                   |                                                                        |
| 15 أغسطس 2015  | 2015 La Route de France                                     |                                                                        |
| 10 أكتوبر 2015 | طواف إيميليا للسيدات 2015                                   | الأول في التصنيف العام                                                 |
| 22 يونيو 2016  | سباق الدراجات ضد الساعة للسيدات في بطولة إيطاليا 2016       |                                                                        |
| 25 يونيو 2016  | سباق الطريق للسيدات في بطولة إيطاليا 2016                   |                                                                        |
| 10 يوليو 2016  | طواف إيطاليا للسيدات 2016                                   | الأول في تصنيف الجبال، السادس في تصنيف النقاط                          |
| 07 أغسطس 2016  | سباق الطريق للسيدات في ركوب الدراجات الأولمبية الصيفية 2016 |                                                                        |
| 24 سبتمبر 2016 | طواف إيميليا للسيدات 2016                                   | الأول في التصنيف العام                                                 |
| 04 مارس 2017   | ستراد بينك للسيدات 2017                                     | الأول في التصنيف العام                                                 |
| 26 مارس 2017   | غنت-وفلجم للسيدات 2017                                      |                                                                        |
| 23 يونيو 2017  | سباق الدراجات ضد الساعة للسيدات في بطولة إيطاليا 2017       |                                                                        |
| 25 يونيو 2017  | سباق الطريق للسيدات في بطولة إيطاليا 2017                   |                                                                        |
| 17 يونيو 2018  | طواف السيدات 2018                                           | الأول في تصنيف الجبال، السادس في التصنيف العام                         |
| 27 يونيو 2018  | Course en ligne féminine aux Jeux méditerranéens 2018       |                                                                        |
| 25 مايو 2019   | طواف الباسك للسيدات 2019                                    | الأول في التصنيف العام، الأول في تصنيف الجبال، الأول في تصنيف النقاط   |
| 12 أكتوبر 2019 | سباق الدراجات ضد الساعة للسيدات في بطولة إيطاليا 2019       |                                                                        |
| 21 أغسطس 2020  | سباق الطريق ضد الساعة للسيدات في بطولة إيطاليا 2020         |                                                                        |
| 31 أكتوبر 2020 | سباق الطريق للسيدات في بطولة إيطاليا 2020                   |                                                                        |
| 21 مارس 2021   | تروفيو ألفريدو بيندا كومون دي سيتيجليو 2021                 | الأول في التصنيف العام، الأول في تصنيف النقاط                          |
| 25 مارس 2021   | ثلاثة أيام من دي بان للسيدات 2021                           | الأول في تصنيف النقاط                                                  |
| 04 أبريل 2021  | طواف فلاندرز للسيدات 2021                                   | الأول في تصنيف النقاط، الرابع في التصنيف العام                         |
| 25 أبريل 2021  | لييج-باستون-لييج للسيدات 2021                               | الأول في تصنيف النقاط، الثالث في التصنيف العام                         |
| 18 يونيو 2021  | سباق الطريق ضد الساعة للسيدات في بطولة إيطاليا 2021         |                                                                        |
| 20 يونيو 2021  | سباق الطريق للسيدات في بطولة إيطاليا 2021                   |                                                                        |
| 30 أغسطس 2021  | جي بي دي بلواي 2021                                         | الأول في التصنيف العام، الرابع في تصنيف النقاط                         |
| 01 يناير 2022  | سباق الدراجات على الطريق للسيدات 2022                       |                                                                        |
| 16 أبريل 2022  | باريس روبيه للسيدات 2022                                    | الأول في التصنيف العام، الثامن في تصنيف النقاط                         |
| 11 يونيو 2022  | طواف السيدات 2022                                           | الأول في التصنيف العام، الثالث في تصنيف النقاط، الرابع في تصنيف الجبال |
| 22 يونيو 2022  | سباق الزمن على الطريق للسيدات في بطولة إيطاليا 2022         |                                                                        |
| 01 أكتوبر 2022 | 2022 Giro dell'Emilia Donne                                 | الأول في التصنيف العام                                                 |
| 04 أكتوبر 2022 | 2022 Tre Valli Varesine Women's Race                        | الأول في التصنيف العام                                                 |
| 12 فبراير 2023 | طواف الإمارات للسيدات 2023                                  | الأول في التصنيف العام، الرابع في تصنيف النقاط                         |
| 23 يونيو 2023  | سباق الزمن على الطريق للسيدات في بطولة إيطاليا 2023         |                                                                        |
| 25 يونيو 2023  | سباق الطريق للسيدات في بطولة إيطاليا 2023                   |                                                                        |
| 03 مارس 2024   | 2024 Trofeo Oro in Euro                                     |                                                                        |
| 31 مارس 2024   | طواف فلاندرز للسيدات 2024                                   | الأول في التصنيف العام                                                 |
| 10 أبريل 2024  | فليش برابانكون فيمينين 2024                                 | الأول في التصنيف العام                                                 |
| 12 مايو 2024   | دونوستيا سان سيباستيان كلاسيكوا للسيدات 2024                |                                                                        |
| 20 يونيو 2024  | سباق الزمن على الطريق للسيدات في بطولة إيطاليا 2024         |                                                                        |
| 22 يونيو 2024  | سباق الطريق للسيدات في بطولة إيطاليا 2024                   |                                                                        |
| 14 يوليو 2024  | طواف إيطاليا للسيدات 2024                                   | الأول في التصنيف العام، الثاني في تصنيف النقاط، الرابع في تصنيف الجبال |
| 18 سبتمبر 2024 | 2024 Saint-Feuillien Grand Prix de Wallonie                 |                                                                        |
| 05 أكتوبر 2024 | 2024 Giro dell'Emilia Donne                                 | الأول في التصنيف العام                                                 |
| 09 فبراير 2025 | طواف الإمارات للسيدات 2025                                  | الأول في التصنيف العام، الثاني في تصنيف النقاط                         |
| 02 أبريل 2025  | 2025 Dwars door Vlaanderen - women's race                   | الأول في التصنيف العام                                                 |
| 18 أبريل 2025  | فليش برابانكون فيمينين 2025                                 | الأول في التصنيف العام                                                 |

## روابط خارجية
- إليسا ونغو بورغيني على موقع الاتحاد الدولي للدراجات (الإنجليزية)
- إليسا ونغو بورغيني على موقع أرشيف الدراجات (الإنجليزية)
- إليسا ونغو بورغيني على موقع إحصائيات الدراجات الإحترافية (الإنجليزية)
- إليسا ونغو بورغيني على موقع نسبة الدراجات (الإنجليزية)
- إليسا ونغو بورغيني على موقع CycleBase (الإنجليزية)
- إليسا ونغو بورغيني على موقع اللجنة الأولمبية الدولية (الإنجليزية)
- إليسا ونغو بورغيني على موقع أوليمبيديا (الإنجليزية)
- إليسا ونغو بورغيني على موقع اللجنة الأولمبية الإيطالية (الإيطالية)